# PANSAT
PANSAT (für Petite Amateur Navy Satellite, auch OSCAR 34) ist ein US-amerikanischer Amateurfunksatellit.
Der Satellit wurde von Studierenden der Naval Postgraduate School gebaut. Er bot die Möglichkeit für Packet-Radio-Übertragung in BPSK oder Direct Sequence Spread Spectrum im 70-Zentimeter-Band.
PANSAT wurde am 30. Oktober 1998 während der Space-Shuttle-Mission STS-95 ausgesetzt.